# Корнплантер Тауншип (округ Венанго, Пенсільванія)
Корнплантер Тауншип (англ. Cornplanter Township) — селище (англ. township) в США, в окрузі Венанго штату Пенсільванія. Населення — 2320 осіб (2020).

## Демографія
Згідно з переписом 2010 року, у селищі мешкало 2418 осіб у 972 домогосподарствах у складі 703 родин. Було 1146 помешкань
Расовий склад населення:
| - 98,6 % — білих - 0,7 % — чорних або афроамериканців - 0,3 % — азіатів |

До двох чи більше рас належало 0,2 %. Частка іспаномовних становила 0,5 % від усіх жителів.
За віковим діапазоном населення розподілялося таким чином: 18,8 % — особи молодші 18 років, 57,1 % — особи у віці 18—64 років, 24,1 % — особи у віці 65 років та старші. Медіана віку мешканця становила 49,5 року. На 100 осіб жіночої статі у селищі припадало 96,3 чоловіків;  на 100 жінок у віці від 18 років та старших — 93,2 чоловіків також старших 18 років.
Середній дохід на одне домашнє господарство  становив 59 701 долар США (медіана — 48 000), а середній дохід на одну сім'ю — 71 484 долари (медіана — 63 214). Медіана доходів становила 46 576 доларів для чоловіків та 38 370 доларів для жінок. За межею бідності перебувало 11,1 % осіб, у тому числі 15,7 % дітей у віці до 18 років та 9,3 % осіб у віці 65 років та старших.
Цивільне працевлаштоване населення становило 1181 особа. Основні галузі зайнятості: освіта, охорона здоров'я та соціальна допомога — 32,1 %, виробництво — 18,5 %, мистецтво, розваги та відпочинок — 9,7 %, роздрібна торгівля — 7,7 %.